# Medicago heldreichii
Medicago heldreichii är en ärtväxtart som beskrevs av E.Small. Medicago heldreichii ingår i släktet luserner, och familjen ärtväxter. Inga underarter finns listade i Catalogue of Life.